# Edward Moskal (polityk)
Edward Moskal (ur. 29 lipca 1956 w Nisku, zm. 21 czerwca 2019 w Jaworznie) – polski polityk, poseł na Sejm PRL IX kadencji.

## Życiorys
Syn Mariana i Józefy. W 1971 podjął pracę w Zespole Elektrowni „Jaworzno” w Jaworznie, a także został instruktorem Związku Harcerstwa Polskiego i członkiem Związku Młodzieży Socjalistycznej. W 1975 wstąpił do Polskiej Zjednoczonej Partii Robotniczej, w której był sekretarzem Oddziałowej Organizacji Partyjnej, członkiem egzekutywy Komitetu Miejskiego w Jaworznie oraz członkiem Komitetu Wojewódzkiego w Katowicach. Od 1978 do 1984 był radnym Miejskiej Rady Narodowej w Jaworznie. W 1981 został przewodniczącym Zarządu Zakładowego Związku Socjalistycznej Młodzieży Polskiej. W 1984 otrzymał Medal 40-lecia Polski Ludowej. W latach 1985–1989 pełnił mandat posła na Sejm PRL IX kadencji w okręgu Sosnowiec z ramienia PZPR. Pełnił funkcję sekretarza Sejmu oraz zasiadał w Komisji Rynku Wewnętrznego i Usług.
Pochowany wraz z Grażyną Moskal (1951–2017) na cmentarzu na Wilkoszynie w Jaworznie.